# 1. deild kvinnur (1990)
W roku 1990 odbyła się 6. edycja 1. deild kvinnur – pierwszej ligi piłki nożnej kobiet na Wyspach Owczych. W rozgrywkach wzięło udział 8 klubów z całego archipelagu. Tytułu mistrzowskiego broniła drużyna HB Tórshavn, jednak przejął go od niej klub Skála ÍF, zdobywając go po raz pierwszy w swojej historii.

## Uczestnicy
| Uczestnicy 1. deild kvinnur 1989                                                                              | Uczestnicy 1. deild kvinnur 1989 | Uczestnicy 1. deild kvinnur 1989 | Uczestnicy 1. deild kvinnur 1989 |
| --- | -------------------------------- | -------------------------------- | -------------------------------- |
| HB | HB Tórshavn                      | 1                                |                                  |
| B36 | B36 Tórshavn                     | 2                                |                                  |
| ÍF | ÍF Fuglafjørður                  | 3                                |                                  |
| KÍ | KÍ Klaksvík                      | 4                                |                                  |
| Skála | Skála ÍF                         | 5                                |                                  |
| EB | EB Eiði                          | 6                                |                                  |
| GÍ | GÍ Gøta                          | 7                                |                                  |
| Awans z 2. deild kvinnur 1989                                                                                 |                                  |                                  |                                  |
| VB | VB Vágur                         |                                  |                                  |
| Oznaczenia: - kolumna pierwsza – skróty nazw drużyn, - kolumna trzecia – miejsce zajęte w poprzednim sezonie. |                                  |                                  |                                  |

## Rozgrywki

### Tabela ligowa
| Lp. | Drużyna         | M  | Z  | R | P  | Bramki | Bramki | Różn. | Pkt | Uwagi              |
| --- | --------------- | -- | -- | - | -- | ------ | ------ | ----- | --- | ------------------ |
| 1   | Skála ÍF (M)    | 14 | 11 | 1 | 2  | 38     | 12     | +26   | 23  |                    |
| 2   | HB Tórshavn     | 14 | 11 | 0 | 3  | 35     | 9      | +26   | 22  |                    |
| 3   | ÍF Fuglafjørður | 14 | 8  | 2 | 4  | 36     | 24     | +12   | 18  |                    |
| 4   | KÍ Klaksvík     | 14 | 7  | 2 | 5  | 32     | 17     | +15   | 16  |                    |
| 5   | B36 Tórshavn    | 14 | 6  | 0 | 8  | 17     | 22     | −5    | 12  |                    |
| 6   | VB Vágur        | 14 | 5  | 2 | 7  | 10     | 28     | −18   | 12  |                    |
| 7   | EB Eiði         | 14 | 1  | 4 | 9  | 4      | 26     | −22   | 6   |                    |
| 8   | GÍ Gøta (S)     | 14 | 0  | 3 | 11 | 6      | 40     | −34   | 3   | Spadek do 2. deild |

### Wyniki spotkań
| Gospodarz \ Gość | B36 | EB  | GÍ  | HB  | ÍF  | KÍ  | Skála | VB  |
| B36 Tórshavn     |     | 2:0 | 5:0 | 2:0 | 1:3 | 1:3 | 1:2   | 0:1 |
| EB Eiði          | 0:1 |     | 0:0 | 0:2 | 2:1 | 0:0 | 0:2   | 0:0 |
| GÍ Gøta          | 0:2 | 1:1 |     | 0:2 | 0:3 | 0:1 | 2:7   | 0:1 |
| HB Tórshavn      | 6:0 | 3:0 | 2:0 |     | 5:0 | 2:1 | 3:0   | 1:2 |
| ÍF Fuglafjørður  | 1:0 | 7:0 | 3:0 | 3:2 |     | 4:3 | 1:1   | 6:0 |
| KÍ Klaksvík      | 2:0 | 3:0 | 5:2 | 0:1 | 2:2 |     | 1:2   | 9:0 |
| Skála ÍF         | 2:0 | 2:0 | 7:0 | 0:4 | 6:0 | 2:0 |       | 3:0 |
| VB Vágur         | 0:1 | 2:1 | 1:1 | 1:2 | 1:0 | 1:2 | 0:2   |     |

Aktualne na 21 kwietnia 2015. Źródło: HB.fo
Objaśnienia:
1Drużyna gospodarzy jest wymieniona po lewej stronie tabeli.
Kolory: zielony – zwycięstwo gospodarzy, żółty – remis, różowy – zwycięstwo gości.